# Ilia Isorelýs Paulino
Ilia Isorelýs Paulino, född 26 mars 1995 i Massachusetts, är en amerikansk skådespelare.
Paulino har bland annat medverkat i TV-serierna The Sex Lives of College Girls och One Piece. Hon har även medverkat i filmen Familjeförvirringen.

## Filmografi (i urval)
- 2021–2022 – The Sex Lives of College Girls (TV-serie)
- 2023 – Familjeförvirringen
- 2023 – One Piece (TV-serie)